# هیروکی آیبا
هیروکی آیبا (انگلیسی: Hiroki Aiba) هنرپیشه اهل ژاپن است که متولد سال 1987 میلادی بوده و تاکنون در فیلم های گوناگونی به ایفای نقش پرداخته است.